# دونا فليتشير كرو
دونا فليتشير كرو (بالإنجليزية: Donna Fletcher Crow)‏ هي كاتِبة أمريكية، ولدت في 1941 في نامبا في الولايات المتحدة.